# 阿部余四男
阿部 余四男（あべ よしお、1891年〈明治24年〉1月3日 - 1960年〈昭和35年〉4月22日）は、日本の動物学者。広島大学名誉教授。
哲学者・美学者の阿部次郎、陸軍軍人・実業家の堀三也は兄。歴史学者の竹岡勝也は弟。動物生態学者の阿部襄は甥。

## 生涯・人物
1891年（明治24年）山形県飽海郡上郷村（現・酒田市）大字山寺で、教師をしていた父・阿部富太郎と医師の娘であった母・ゆきの四男として生まれる。
旧制・山形県立山形中学校、旧制・第二高等学校を経て、東京帝国大学理科大学で渡瀬庄三郎教授のもとで学び、1916年（大正5年）同動物学科を卒業し、同理学部嘱託、ヨーロッパ留学をへて、第二高等学校および広島高等師範学校教授を歴任し、1929年（昭和4年）広島文理科大学（現・広島大学）教授となる。新制広島大学発足後は同大学の向島臨海実験所所長などを歴任する。初代広島ペンクラブ会長を務めた。
渡瀬庄三郎の高弟の１人であったため、渡瀬が1918年（大正7年）食用蛙を日本に輸入し東大伝染病研究所の池に飼育した時に山田信一郎、河野卯三郎とともに、理学部嘱託時代の阿部もその世話をおこなっている（高島春雄, 1961）。ノウサギの毛色変化やニホンオオカミの研究のほか、「動物学講義」などの著作でも知られる。中国大陸、日本列島産の哺乳動物相全般についての幅広い見識は、後半生における地理的分布論に反映されている。若い頃からの多方面にわたる10数冊の著書によってその当時の多くの動物学徒を啓発したことも功績として認められている。哺乳類学者として知られる阿部であるが、彼が指導した学生の研究材料は節足動物や軟体動物など幅広い分類群にわたっていた。分類学にも深い興味をもち、ウサギ、イノシシ、オオカミ、アマミトゲネズミに関する報告があるが、分類学者ではなかった。広島文理大教授時代に指導した佐藤井岐雄により、彼の発見・命名した新種のサンショウウオの名前に献名された（アベサンショウウオ Hynobius abei Sato, 1934）。
1960年（昭和35年）4月22日逝去。享年69。

### 年譜
- 1891年（明治24年）1月3日：山形県飽海郡上郷村に生まれる。
- 1916年（大正5年）：
  - 東京帝国大学理科大学動物学科卒業
  - 東京帝国大学理学部嘱託
- 1920年（大正9年）：旧制第二高等学校教授[4]
- 1921年（大正10年）：広島高等師範学校教授
- 1927年（昭和2年）：文部省在外研究員として留学。ウィーン、ロンドン、ベルリン、パリ等に滞在
- 1929年（昭和4年）：広島文理科大学教授に改任
- 広島大学附属臨海実験所所長
- 1955年（昭和30年）：
  - 広島大学広島文理科大学定年退職
  - 広島大学広島文理科大学名誉教授
- 1955年（昭和30年）：
  - 安田女子短期大学教授委嘱
  - 広島ペンクラブ会長（初代）就任
- 1960年（昭和35年）4月22日：逝去。享年69。

## 著作

### 編著署
- 国立情報学研究所収録論文 国立情報学研究所

- 阿部余四男 編『現代の遺伝進化学』内田老鶴圃、1915年。
- 阿部余四男 著『実験生命論』岩波書店、1917年。
- 阿部余四男 著 動物学講義. 岩波書店[5], （大正10年)1921年
- 神田正悌, 阿部余四男 著『両性論』岩波書店、1924年。
- 阿部余四男 編『現代の遺伝進化学』内田老鶴圃、1924年。
- 阿部余四男 著『実験生命論』岩波書店、1925年。
- 神田正悌, 阿部余四男著『最近中等博物通論』三省堂、1926年11月。
- 阿部余四男著『最近中等動物學』三省堂、1926年8月。
- 阿部余四男 著『人体解剖生理学講義』岩波書店、1928年。
- 阿部余四男著『最近中等動物學』三省堂、1930年11月。
- 神田正悌, 阿部余四男共著『最近中等博物通論』三省堂、1930年10月。
- 阿部余四男著『新制中等動物學 : 乙表準據』三省堂、1931年11月。
- 阿部余四男[著]『毛の生物學』岩波書店、1931年2月。
- 阿部余四男 著『女子動物学参考』三省堂、1935年。
- 阿部余四男 著『動物学参考』三省堂、1935年。
- 阿部余四男 著『動物学通論』三省堂、1935年。
- 阿部余四男 著『新撰動物学』同文書院、1936年。
- 阿部余四男[著] ; 犬飼哲夫[著]『動物解剖學實驗法 : 脊椎動物 ; 動物發生學實驗法』建文館、1937.10-1938.2。
- 阿部余四男著『脊椎動物』建文館、1937年10月。
- ダーヰン著 ; 阿部余四男譯『育成動植物の趨異 1 ～ 2』岩波書店、1937年。
- 阿部余四男『生物学綱要』三省堂、1938年。 NCID BN04074707。
- 阿部余四男[著], 福井玉夫[著]『動物解剖學實驗法 : 無脊椎動物 ; 動物解剖學實驗法 : 脊椎動物』建文館、1939年3月。
- 阿部余四男 著『人間生物学』思潮社、1939年。
- 阿部余四男 著『動物閑談』三省堂、1942年。
- 阿部余四男 著『生存競争の科学』山海堂出版部、1943年。
- 阿部余四男 著. 生命の科学的概念白揚社、1943年。
- 阿部余四男『支那哺乳動物誌』目黒書店、1944年。
- 阿部余四男 著『生命の科学的概念』白揚社、1947年。
- 阿部余四男 著『家畜の歴史と遺伝』文祥堂、1948年。
- 阿部余四男 著『動物界の観察と考察』日本出版社、1948年。
- 阿部次郎ほかとの共著『根芹』金文堂出版部、1948年。（昭和23年）
- 阿部余四男ほか監修『生物学大系 全8巻』中山書店、1952年。（昭和27年）
- 阿部余四男, 中江大部 監修 ; 学校図書研究会 著『理科の学習 4年生 上』学校図書、1952年。
- 阿部余四男, 中江大部 監修 ; 学校図書研究会 著『りかのがくしゅう 1ねんせい』学校図書、1952年。
- 阿部余四男, 中江大部 監修 ; 学校図書研究会 著『りかのがくしゅう 2年生』学校図書、1952年。
- 阿部余四男, 中江大部 監修 ; 学校図書研究会 著『りかのがくしゅう 3年生』学校図書、1952年。
- 阿部余四男校閲 ; 鹿戸武治編『学生動物図鑑』保育社、1954年9月。
- 阿部余四男ほか監修『りかのがくしゅう』学校図書、1957年。（昭和32年)
- 江崎梯三 ; 岸田久吉 ; 福井玉夫 ; 阿部余四男『動物分類学研究法 : 無脊椎動物 . 動物分類学研究法 : 脊椎動物. 動物解剖学実験法 : 無脊椎動物 . 動物解剖学実験法 : 脊椎動物』建文館 生物学実験法講座 6。 NCID BA73088276。

### 論文
- 国立情報学研究所収録論文 国立情報学研究所
- 毛の髄部の構造について
- 毛束及び毛群について
- ヌクテイについて
- 日本の狼類について
- 日本産Ambystomidaeについて
- 夏毛・冬毛の組織学的研究
- アマミトゲネズミ殊にそのトゲについて
- 支那の兎科について

- 阿部余四男 (1917), “エチゴウサギの季節的變色に就て(一)”, 動物学雑誌 29 (345):  201-209

- 阿部余四男 (1917), “顱頂腺と體色の變化”, 動物学雑誌 29 (345):  215-217

- 阿部余四男 (1917), “エチゴウサギの本土に於ける分布”, 動物学雑誌 29 (345):  223-224

- 阿部余四男 (1917), “エチゴウサギの季節的變色に就て(二)”, 動物学雑誌 29 (346):  226-233

- 阿部余四男 (1917), “エチゴウサギの季節的變色に就て(三)”, 動物学雑誌 29 (347):  269-276

- 阿部余四男 (1918), “日本産兎の學名に就て(一)”, 動物学雑誌 30 (356):  244-253

- 阿部余四男 (1918), “日本産兎の學名に就て(二)”, 動物学雑誌 30 (357):  292-296

- 阿部余四男 (1918), “日本産兎の學名に就て(二)”, 動物学雑誌 30 (358):  329-330

- 阿部余四男 (1919), “哺乳類の齒式に就て”, 動物学雑誌 31 (368):  188-194

- 阿部余四男 (1920), “「日本産兎の學名」に就て”, 動物学雑誌 32 (379):  172-174

- 阿部余四男 (1920), “毛より見たるテン屬とシベリアテン”, 動物学雑誌 32 (380):  208-210

- 阿部余四男 (1920), “「兎の變色問題の係爭點」に就て”, 動物学雑誌 32 (380):  210-212

- 阿部余四男 (1922), “ヤマネ宮崎縣に産す”, 動物学雑誌 34 (405):  718

- 阿部余四男 (1922), “毛髪の起原に關する一新説”, 動物学雑誌 34 (407):  821-824

- 阿部余四男 (1924), “日本石器時代の犬科動物私見”, 動物学雑誌 36 (433):  485-488

- 阿部余四男 (1926), “冬期白化せざる野獸の夏毛冬毛に就て”, 動物学雑誌 38 (447):  16-17

- 阿部余四男 (1928), “故佐々木望氏に就て”, 動物学雑誌 40 (472):  70

- 阿部余四男; 平瀬信太郎 (1930), “大正八年の頃”, 動物学雑誌 42 (500):  219-221

- 阿部余四男 (1931), “日本の兎に關するオグネフの説を駁す”, 動物学雑誌 43 (508):  95-103

- 阿部余四男 (1936), “日本領内の狼に就てポコック氏に與ふ”, 動物学雑誌 48 (8):  639-644

- 阿部余四男 (1942), “廣島附近の山で銀狐が獲れた”, 動物学雑誌 54 (4):  158

- 阿部余四男 (1944), “沖ノ島附近のオホミミカウモリ屬”, 動物学雑誌 56 (1):  59

- 阿部余四男 (1952), “隠岐島哺乳類小報”, 哺乳動物学雑誌 1 (1):  5-7

- 阿部余四男 (1953), “動物学上から見た禿頭に就いて”, 綜合臨床	03711900	永井書店 2 (1):  113-114

- 阿部余四男 (1954), “冬毛と夏毛”, 遺伝 8 (12):  18-22

- 阿部余四男 (1955), “日本産哺乳動物相の由来”, 日本生物地理学会会報 16:  ????

## 献名された種
- Hynobius abei Sato, 1934（アベサンショウウオ）
- Myotis abei Yoshikura, 1944

## 門下
- 佐藤井岐雄
- 川村智治郎
- 青田重忠
- 鈴木正将
- 倉茂好雄
- 大塚外次
- 吉倉真
- 稲葉明彦
- 皆森寿美夫
- 森川国康

## 家族・親族
8人兄弟で、次兄の阿部次郎（父・富太郎と母・ゆきの次男）は、哲学者・美学者で東北帝国大学法文学部美学講座の初代教授。『三太郎の日記』の著者として知られる。三兄（同三男）の堀三也は陸軍軍人・実業家。弟の竹岡勝也は日本史学者で九州帝国大学・北海道帝国大学・東北帝国大学教授、弟の阿部六郎はドイツ文学者で旧制成城高校・東京芸術大学教授。
長兄（同長男）・一郎の長男で、余四男からは甥にあたる阿部襄は生物学者・生態学者であり、戦前、日本学術振興会研究員として「パラオ熱帯生物研究所」に派遣されてサンゴなどの研究をおこなった 。山形大学農学部教授、山形大学名誉教授となった。女婿に日本におけるメクラグモ研究の第一人者であった鈴木正将がいる。
祖父は七郎右衛門、祖母はわかで、「阿部記念館」に祖父母の写真があるという。